# Leo Zehntner
Leo Zehntner, född den 19 december 1864 i Reigoldswil, död den 3 april 1961 i Liestal, var en schweizisk entomolog som var specialiserad på kackerlackor.
Släktet Zehntnerobolus, liksom arter med epitetet zehntneri är uppkallade efter honom.
Auktorsnamnet Zehntner kan användas för Leo Zehntner i samband med ett vetenskapligt namn inom zoologin; se Wikipedia-artiklar som länkar till auktorsnamnet.